# Cymbulioidea
Cymbulioidea is een superfamilie van weekdieren uit de klasse van de Gastropoda (slakken).

## Families
- Cymbuliidae Gray, 1840
- Desmopteridae Chun, 1889
- Peraclidae Tesch, 1913